# Markus Heppke
Markus Heppke (Essen, 11 aprile 1986) è un ex calciatore tedesco, centrocampista dello Schonnebeck.

## Carriera
Cresciuto nelle giovanili del Blau-Gelb Überruhr, nel 1999 Heppke si trasferì in quelle dello Schalke 04. Con le giovanili vinse la Coppa di Germania di categoria nel 2005. Ha esordito in Bundesliga a 20 anni contro l'Energie Cottbus il 18 novembre 2006. Nel dicembre 2008 si trasferisce al RW Oberhausen, con la cui maglia colleziona 17 presenze in 2. Fußball-Bundesliga nella stagione che era in corso di svolgimento e 19 nelle successiva, sempre nella seconda divisione tedesca.
In seguito è sceso di categoria giocando con Wuppertal, Rot-Weiss Essen, Hönnepel-Niedermörmter e Schonnebeck.
Si è ritirato nel 2021.